# راي جودليت
راي جودليت (بالإنجليزية: Ray Goodlett)‏ هو لاعب كرة قدم أمريكي في مركز الدفاع، ولد في 24 أكتوبر 1977 في أولني في الولايات المتحدة. لعب مع دي.سي. يونايتد وريتشموند كيكرز.

## وصلات خارجية
- راي جودليت على موقع الدوري الأمريكي (الإنجليزية)
- راي جودليت على موقع قاعدة بيانات كرة القدم.إي يو (الإنجليزية)